# Vallis Capella
Vallis Capella - dolina księżycowa o długości 49 km, której środek ma współrzędne selenograficzne ☾ 7,6°S 34,9°E/-7,600000 34,900000. Nazwa doliny pochodzi od pochodzącego z Kartaginy nauczyciela i prawnika Marcjanusa Kapelli.